# Åsa-Nisse jubilerar
Åsa-Nisse jubilerar är en svensk komedifilm från 1959 i regi av Ragnar Frisk.
Filmen hade premiär 4 september 1959.

## Handling[2]
Den lokala tidningen ska fira sitt 50-årsjubileum med att hylla en Knohultsbo som bott på orten exakt lika länge. Åsa-Nisse står som kandidat, men man behöver bevis för huruvida han flyttade in den 24 juni 1909 eller inte. Alla ansträngningar är förgäves. Kyrkboken kommer det bläck på, andra böcker har brunnit upp. Till slut upptäcker Klabbarparn att hans gamla tavla av kungafamiljen har ett tidningsurklipp klistrat på baksidan där det står om Nisses inflyttning.
I filmen prövar Nisse (ofrivilligt) på vattenskidor och provning av damhattar. Knohultaren får besök av sin amerikanske brorson som vill ta "typiskt svenska bilder" med sin kamera. Sjökvistens tid som ungkarl är förbi då han träffar sin gamla skolkamrat Astrid. På bröllopet bjuds det självklart på bröllopskonfekt.

## Om filmen
Klipp ur filmen ingår i kavalkadfilmen Sarons ros och gubbarna i Knohult från 1968.

## Rollista[4]
- John Elfström - Åsa-Nisse
- Artur Rolén - Klabbarparn
- Brita Öberg - Eulalia
- Mona Geijer-Falkner - Kristin
- Gustaf Lövås - Sjökvist
- Astrid Bodin - Astrid Svensson från folktandvården
- Håkan Westergren - direktör Bergman
- Carl-Axel Elfving - Bill, svenskamerikan
- Lilian Elgö - Eva Andersson, lärare
- Palle Thalén - Bertil Karlsson, redaktör
- Curt Löwgren - Knohultarn
- John Norrman - kommunalnämndens ordförande
- Yvonne Nygren - Kerstin, Åsa-Nisses sommarbarn
- Sven Melin - redaktionssekreteraren
- Teodor Gustafsson - Gustafsson (småländsk amatörskådespelare)
- Sven Tumba - Sven "Tumba" Johansson, vattenskidlärare
- Bertil Boo - Bertil Boo
- John Melin - pastorn
- Sven Holmberg - borgmästaren i Värnamo
- Stig Johanson - rörmokare
- Sten Larsson - rörmokare
- Georg Adelly - polis på polisstationen
- Maud Nygren - tandläkaren
- Birgitta Ander - tandsköterska
- Jessie Flaws - expedit i hattaffären
- Ragnar Frisk - man på tidningsredaktionen

## Musik i filmen[5]
- Pleasure Parade, kompositör William Mackane, instrumental
- Newmarket Gallop, kompositör Wilfred Burns, instrumental
- Four Short Moods, kompositör Cecil Fry, instrumental
- Impending Doom, kompositör Hans May, instrumental
- Eight Situations, kompositör King Palmer, instrumental
- Fidgety Phil, kompositör King Palmer, iInstrumental
- Street Scene for Strings, kompositör Lester B. Hart, instrumental
- Hangover, kompositör Frederick G. Charrosin, iInstrumental
- Ut på landet, kompositör och text Sven Lykke, sång Margaret Bienert som dubbar Yvonne Nygren
- Happy Time, kompositör Tom Wyler, instrumental
- För dej skiner solen i dag, kompositör Sven Rüno, text Per Lennart, sång Bertil Boo
- Ticker Tape, kompositör Cecil Milner, instrumental
- Non-Stop, kompositör Siegfried Merath, instrumental
- Förspel, kompositör Sven Rüno, iInstrumental
- Balkongserenad (Ack, älskade jag står under balkongen), kompositör och text Sven Lykke, sång Gustaf Lövås och Astrid Bodin
- Ja, må han leva!
- Bröllopspantomim, kompositör Sven Rüno, iInstrumental
- Great Britain Suite No. 1, kompositör Trevor Duncan, instrumental
- Horse Racing, kompositör Wilfred Burns, instrumental
- Hula Rock, kompositör och text Sven Lykke, sång Margaret Bienert som dubbar Yvonne Nygren
- Knashults paradmarsch, kompositör Sven Rüno, instrumental